# عدنان عبدو السخني
عدنان عبده السخني (مواليد 1961) هو سياسي سوري يعمل كوزير للصناعة منذ أغسطس 2012.

## التعليم
ولد السخني في حلب عام 1961. حصل على درجة الدكتوراه في الهندسة الكهربائية من جامعة تشارلز في جمهورية تشيكوسلوفاكيا.

## المسيرة المهنية
خدم السخني في مجلس الشعب السوري لمدة ثلاث فترات. في الفترة من 2010 إلى 2012 كان محافظ محافظة الرقة. تم تعيينه وزير الصناعة في مجلس الوزراء برئاسة رئيس الوزراء وائل الحلقي في 16 أغسطس 2012.

### العقوبات
في 15 أكتوبر 2012 أضيف السخني إلى قائمة جزاءات الاتحاد الأوروبي على أساس أنه كوزير للحكومة «يتقاسم المسؤولية عن قمع النظام العنيف ضد السكان المدنيين».
في 16 مايو 2013 اعتبرته وزارة الخزانة الأمريكية مع ثلاثة مسؤولين سوريين كبار «داعمين لنظام بشار الأسد في قمع الناس أو تورطهم في الإرهاب».